# 9446 Cicero
9446 Cicero (1997 JT11) là một tiểu hành tinh vành đai chính được phát hiện ngày 3 tháng 5 năm 1997 bởi Elst, E. W. ở La Silla.